# Syrtis (U-Boot)
HMS Syrtis (Kennung: P241) war ein U-Boot der britischen Royal Navy im Zweiten Weltkrieg.

## Geschichte
Die Syrtis (siehe Syrte) war ein Boot des dritten Bauloses der erfolgreichen S-Klasse. Dieses Baulos wird auch als Seraph-Klasse bezeichnet. Sie wurde am 14. Oktober 1941 bei Cammell, Laird & Company im nordwestenglischen Birkenhead auf Kiel gelegt, lief am 4. Februar 1943 vom Stapel und wurde von der Royal Navy am 23. April 1943 in Dienst gestellt. Der Kommandant des U-Bootes war Lt. Michael Hugh Jupp.
Im September 1943 nahm die Syrtis an der Operation Source teil. An der Aktion waren außerdem die Schwesterboote Stubborn, Sceptre und Sea Nymph, zwei Boote der T-Klasse und sechs Kleinst-U-Boote der X-Klasse beteiligt. Ziel der Operation war, die deutschen Schlachtschiffe Tirpitz und Scharnhorst und den Schweren Kreuzer Lützow mit den Kleinst-U-Booten anzugreifen. Die X-Boote mussten aufgrund ihrer geringen Reichweite von größeren U-Booten in ihre Zielgebiete geschleppt und nach dem Angriff auch wieder abtransportiert werden. Die Syrtis war das Mutterschiff der X 9. Das Kleinst-U-Boot ging aber schon auf dem Anmarsch verloren. Mindestens zwei der übrigen X-Boote erreichten jedoch die Tirpitz und konnten ihr schwere Schäden beibringen.
Am 23. Februar 1944 schleppte die Syrtis das Kleinst-U-Boot X 22 in Richtung Norwegen. Angriffsziel der Operation war erneut die Tirpitz. Während der Marschfahrt ging ein Besatzungsmitglied des Kleinst-U-Bootes in schwerer See über Bord. Als das große U-Boot wendete, um nach dem Mann zu suchen, kollidierten beide Boote. Die X 22 sank mit der gesamten Besatzung.
Die Syrtis verließ am 16. März 1944 die Basis in Lerwick (Shetlandinseln), um vor der norwegischen Küste zu patrouillieren. Am 20. März wurde das U-Boot vor Bodø in Nordnorwegen befohlen. Am 22. März 1944 versenkte die Syrtis vor Rødøy bei 66° 45′ N, 13° 11′ O das norwegische Handelsschiff Narvik (241 BRT) mit Bordartillerie.
Die Syrtis lief am 28. März 1944 auf eine deutsche Seemine und ging mit der gesamten Besatzung verloren.